# Mimeuseboides excavatipennis
Mimeuseboides excavatipennis är en skalbaggsart som beskrevs av Stefan von Breuning 1967. Mimeuseboides excavatipennis ingår i släktet Mimeuseboides och familjen långhorningar. Inga underarter finns listade i Catalogue of Life.